# Borís Spaski
Borís Vasílievich Spaski, también transliterado como Boris Spasski o Boris Spassky (en ruso: Бори́с Васи́льевич Спа́сский; Leningrado, 30 de enero de 1937-Moscú, 27 de febrero de 2025), fue un Gran Maestro Internacional de ajedrez soviético-ruso nacionalizado francés. Se proclamó décimo campeón del mundo de ajedrez en 1969 al derrotar al también soviético Tigrán Petrosián.

## Primeros años
Spaski nació en Leningrado, actual San Petersburgo, de padres rusos. Su padre, Vasili Vladímirovich Spaski, fue miembro del ejército. Es de la familia de Vladímir Aleksándrovich Spaski, un prominente sacerdote de la Iglesia ortodoxa rusa, de la Gobernación de Kursk, quien después sería protoiere de dicha iglesia (desde 1916), así como también un diputado de la Duma Imperial de Rusia (1912-17), y miembro activo de la Unión del Pueblo Ruso. La madre de Borís, Ekaterina Petrovna Spásskaya (Petrova de soltera), era maestra de escuela. Nació en la villa Ryadnevo, del distrito de Gdov, que actualmente pertenece al Óblast de Pskov, hija ilegítima de Daria Ivánovna Ivanova, proveniente de una familia campesina, y Andréi Kupriyánovich Kupriyánov, un propietario que tenía casas en San Petersburgo y Pskov. Pasado un tiempo, Daria Ivánovna se fue a San Petersburgo, dejando a su hija con un familiar llamado Piotr Vasíliev, quien crio a Ekaterina y le dio el apellido Petrova; después se juntaría con su madre.
Spaski aprendió a jugar ajedrez a los cinco años, mientras iba en un tren dada la evacuación de Leningrado durante el sitio de la ciudad por parte de las tropas nazis, en la Segunda Guerra Mundial. Llamó la atención en 1947, con solo diez años, cuando derrotó al campeón de la Unión Soviética Mijaíl Botvínnik en una partida simultánea en Leningrado. El primer entrenador de Spaski fue Vladímir Zak, un maestro muy respetado. Durante su juventud, desde los diez años, solía estudiar el juego, durante muchas horas diarias, con maestros de gran nivel. Estableció récords como el soviético más joven en alcanzar el nivel de primera categoría (diez años), candidato a maestro (once años), y maestro (quince años). En 1952, a los quince años, alcanzó el puntaje del 50 % en la semifinal del campeonato soviético en Riga, y alcanzó el segundo lugar en el campeonato de Leningrado el mismo año, siento alabado por Botvínnik.

## Carrera
Fue un niño prodigio del ajedrez y su estilo era universal: ganaba a Mijaíl Tal con ataques al rey, a Tigrán Petrosián en profilaxis.
Spaski decidió cambiar de entrenador, del volátil atacante Aleksandr Tolush al más tranquilo estratega Ígor Bondarevski. Esto resultó ser la clave de su resurgimiento. Ganó el primero de dos títulos de la URSS en el 29.º campeonato soviético en Bakú 1961, con una puntuación de 14½ / 20, medio punto por delante de Lev Polugaievski. Spaski compartió segundo con Polugaievski en La Habana 1962 con 16/21, detrás del ganador Miguel Najdorf. Se colocó en quinto lugar, con Leonid Stein en el trigésimo campeonato soviético celebrado en Ereván 1962, con 11½ / 19. En Leningrado 1963, sede de la 31.ª final soviética, Spaski empató en primer lugar con Stein y Ratmir Jolmov, con Stein ganando el desempate, que se celebró en 1964. Spaski ganó en Belgrado 1964 con un invicto 13/17, mientras que Víktor Korchnói y Borislav Ivkov compartieron el segundo lugar con 11½. Terminó cuarto en Sochi 1964 con 9½ / 15, cuando ganó Nikolái Krogius. En 1966 llega a disputar el título de Campeón Mundial al portador Tigrán Petrosián, pero éste haciendo gala de juego agresivo como el planteado por Borís logra retener la corona. En 1969, consigue sí arrebatársela, haciendo un juego posicional como el planteado por Tigrán, se consagra así Campeón Mundial.
|       |       |       |       |       |       |       |       |    |  |
|       | a8 rd | b8    | c8    | d8    | e8    | f8    | g8 kd | h8 |  |
| a7    | b7    | c7    | d7    | e7    | f7 pd | g7 pd | h7 pd |    |  |
| a6 pd | b6    | c6 pd | d6 bd | e6 rd | f6    | g6    | h6    |    |  |
| a5    | b5 pd | c5    | d5 nd | e5    | f5    | g5    | h5 qd |    |  |
| a4 pl | b4    | c4    | d4 pl | e4    | f4    | g4 bd | h4    |    |  |
| a3    | b3 bl | c3 pl | d3 ql | e3 bl | f3    | g3 pl | h3    |    |  |
| a2    | b2 pl | c2    | d2 nl | e2    | f2 pl | g2    | h2 pl |    |  |
| a1 rl | b1    | c1    | d1    | e1 rl | f1    | g1 kl | h1    |    |  |
|       |       |       |       |       |       |       |       |    |  |

Aunque hizo méritos suficientes para pasar a la historia como un gran jugador, más que por su contribución al desarrollo del ajedrez, es conocido por haber sido el jugador que perdió con el estadounidense Robert James Fischer en el encuentro disputado en Reikiavik (Islandia) en 1972, al cual se denominó  «encuentro del siglo». Se celebró en plena guerra fría y fue todo un símbolo del enfrentamiento entre las dos superpotencias. Hasta ese momento, Fischer no había ganado a Spaski, que además preparó el campeonato con Yefim Géler, el cual también había superado a Fischer en el pasado. Pero el estadounidense ganó con contundencia mediante una serie de aperturas sorprendentes, que buscaban tirar por tierra la preparación de Spaski. El resultado final fue 12,5 - 8,5 a favor del estadounidense. Tras el encuentro, Spaski no volvió a ser el jugador dominante de antes, aunque vale decir que ganó el Campeonato Nacional de Rusia en 1973: tomaron parte cuatro excampeones del mundo: Spaski, Petrosián, Tal y Smyslov, y un futuro campeón mundial, Kárpov, demostrando que seguía siendo un jugador formidable y respetado en el ámbito del ajedrez.
Además, ganaría el Torneo Internacional de Ajedrez Ciudad de Linares en 1983.
Cayó en desgracia en la Unión Soviética, nacionalizándose francés en 1984.
Posteriormente, participó en varios ciclos clasificatorios para el título mundial. En 1974, fue eliminado en semifinales por Anatoli Kárpov, futuro campeón del mundo, y en 1978 llegó hasta la semifinal, donde fue derrotado por Víktor Korchnói.
En 1992, jugó un encuentro de revancha con Bobby Fischer en Sveti Stefan (en lo que hoy es Montenegro, entonces Yugoslavia), en el que volvió a ser derrotado. En esta última partida, el nivel de los contendientes distaba mucho del que los encumbró en el mundo del ajedrez; pero creó una gran expectación, ya que suponía el regreso de Fischer a los tableros después de veinte años de ausencia. Fue organizado por un empresario yugoslavo con una bolsa de 5 millones de dólares (3,35 millones para el ganador y 1,65 millones para el perdedor).

## Muerte
Borís Spaski falleció el 27 de febrero de 2025 a la edad de 88 años.
| Predecesor: Tigrán Petrosián | Campeón del mundo de ajedrez 1969-1972 | Sucesor: Bobby Fischer |